# Jacqueline Samuda
Jacqueline Samuda est une actrice, scénariste et réalisatrice canadienne.

## Filmographie

### Cinéma

#### Court métrage
- 2003 : Jam Space : la belle femme

#### Long métrage
- 2008 : Stargate : Continuum (Stargate: Continuum) (vidéo) de Martin Wood : Nirrti
- 2008 : The Story of Saiunkoku : Eiki Hyo-Sa et Lady Owner (voix)
- 2008 : Edison and Leo de Neil Burns : Toni / Nirena (voix)
- 2005 : Sub Zero (vidéo) de Jim Wynorski : Sasha Mirov
- 2003 : See Grace Fly de Pete McCormack : Grace, female (voix)
- 1999 : Making Contact de Molly Smith : Ellen
- 1999 : Trafic mortel (The Arrangement) de Michael Ironside : Olga
- 1997 : One of Our Own de David Winning : Caporal Kim Deeves
- 1991 : The Adjuster d'Atom Egoyan : Louise, the Maid
- 1989 : Speaking Parts d'Atom Egoyan : Bride
- 1989 : Flic et Rebelle (Renegades) de Jack Sholder : femme flic
- 1988 : A New Life (en) d'Alan Alda : Mara
- 1988 : The Mutagen d'Eli Necakov

### Télévision

#### Téléfilm
- 2014 : Oh Say Can You See de Gary Yates : Gloria
- 2014 : When Sparks Fly de Gary Yates :
- 2006 : A Girl Like Me : L'Histoire vraie de Gwen Araujo (A Girl like Me: The Gwen Araujo Story) d'Agnieszka Holland : Angie
- 2003 : Un bateau de rêve (Wilder Days) de David M. Evans : Pearl
- 2002 : Wasted de Stephen Kay : mère de Chris
- 2000 : La Première Cible (First Target) d'Armand Mastroianni : Patti
- 1992 : Disparitions sanglantes (To Catch a Killer) d'Eric Till :
- 1990 : Leona Helmsley: The Queen of Mean de Richard Michaels : Reporter (non créditée)
- 1985 : Price of Vengeance d'Alastair Brown : Zenda
- 1985 : Shock Chamber de Steve DiMarco : Linda (segment "Symbol of Victory")

#### Série télévisée
- 2013 : Spooksville : Mme Waverly
  - (saison 1, épisode 010 : The No-Ones)
  - (saison 1, épisode 101 : The Secret Path)
  - (saison 1, épisode 113 : Dead Flowers)
- 2013 : Arrow (saison 1, épisode 10 : Brûlures) : TV Host
- 2012 : L'Heure de la peur (R.L. Stine's The Haunting Hour) (saison 2, épisode 17 : Headshot) : mère de Gracie
- 2007 : Smallville (saison 7, épisode 01 : L'Épreuve) : médecin des urgences #1
- 2007 : Bionic Woman : Med-Flight Tech #2
  - (saison 1, épisode 00 : Unaired Pilot) : Med-Flight Tech #2
  - (saison 1, épisode 01 : Pilot) : Med-Flight Tech #2
- 2006 : Saved (saison 1, épisode 09 : Bombe à retardement) : infirmière
- 2004 - 2009 : The L Word :
  - (saison 1, épisode 01 : Langoureuses et Libertines) : Movie Type
  - (saison 5, épisode 07 : La Loi du Talion) : Saundra Houston
  - (saison 5, épisode 11 : Leçon de chantage) : Saundra Houston
  - (saison 6, épisode 03 : LOL) : Saundra Houston
- 2001 : Wolf Lake (saison 1, épisode 02 : La Métamorphose) : Jean Hollander
- 2001 : Coroner Da Vinci (Da Vinci's Inquest) (saison 3, épisode 12 : Mettre le feu aux poudres) : Joyce Zisner
- 2001 : Les Nuits de l'étrange (Night Visions)
  - (saison 1, épisode 07 : Maintenant il s'approche de l'escalier)
  - (saison 1, épisode 08 : Seconde Main) : Melissa (segment "Used Car")
- 2001 : The Chris Isaak Show (saison 1, épisode 01 : Freud's Dilemma) : Nedra Wing
- 1999 - 2003 : Stargate SG-1 : Nirrti
  - (saison 3, épisode 03 : Diplomatie)
  - (saison 5, épisode 06 : Rite initiatique)
  - (saison 6, épisode 16 : Métamorphose)
- 1991 : Force de frappe (Counterstrike) (saison 2, épisode 03 : Fall from Grace) : Victoria Condrade
- 1990 - 1991 : Top Cops :
  - (saison 1, épisode 16 : Connie Higgins/Dick Tracy) : Connie Higgins
  - (saison 2, épisode 02 : Claudia Salerno/Michele Leonhart and John Boulger/James Birtcher) : Claudia Salerno
- 1990 : Street Legal (en) (saison 5, épisode 06 : The Psychic) : Nancy Crosbie
- 1987 : Adderly (saison 1, épisode 13 : A Matter of Discretion) : Modeling Agent

### Jeu vidéo
- 2011 : BackStab HD : Coleta
- 2010 : Dead Rising 2: Case West : le directeur (voix)